# Гетто в Червене
Гетто в Че́рвене (осень 1941 — 1 февраля 1942) — еврейское гетто, место принудительного переселения евреев города Червень (до 18 сентября 1923 года — Игумен) Минской области в процессе преследования и уничтожения евреев во время оккупации территории Белоруссии войсками нацистской Германии в период Второй мировой войны.

## Оккупация Червеня и создание гетто

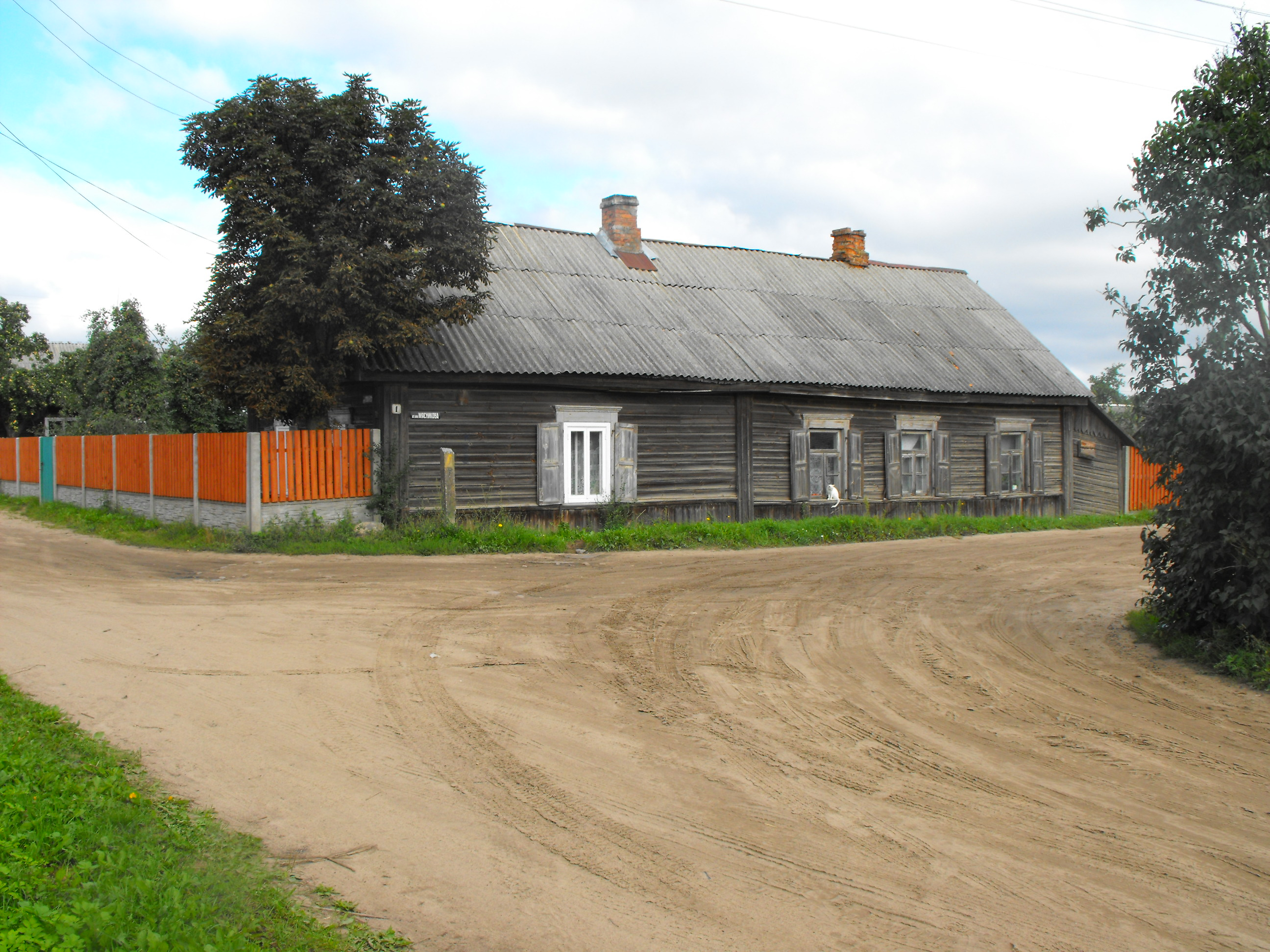
Здесь, на пересечении улиц Мясникова и К. Либкнехта, в 1941—1942 годах находился один из трёх входов в Червенское гетто, занимавшее квартал впереди слева на фотографии

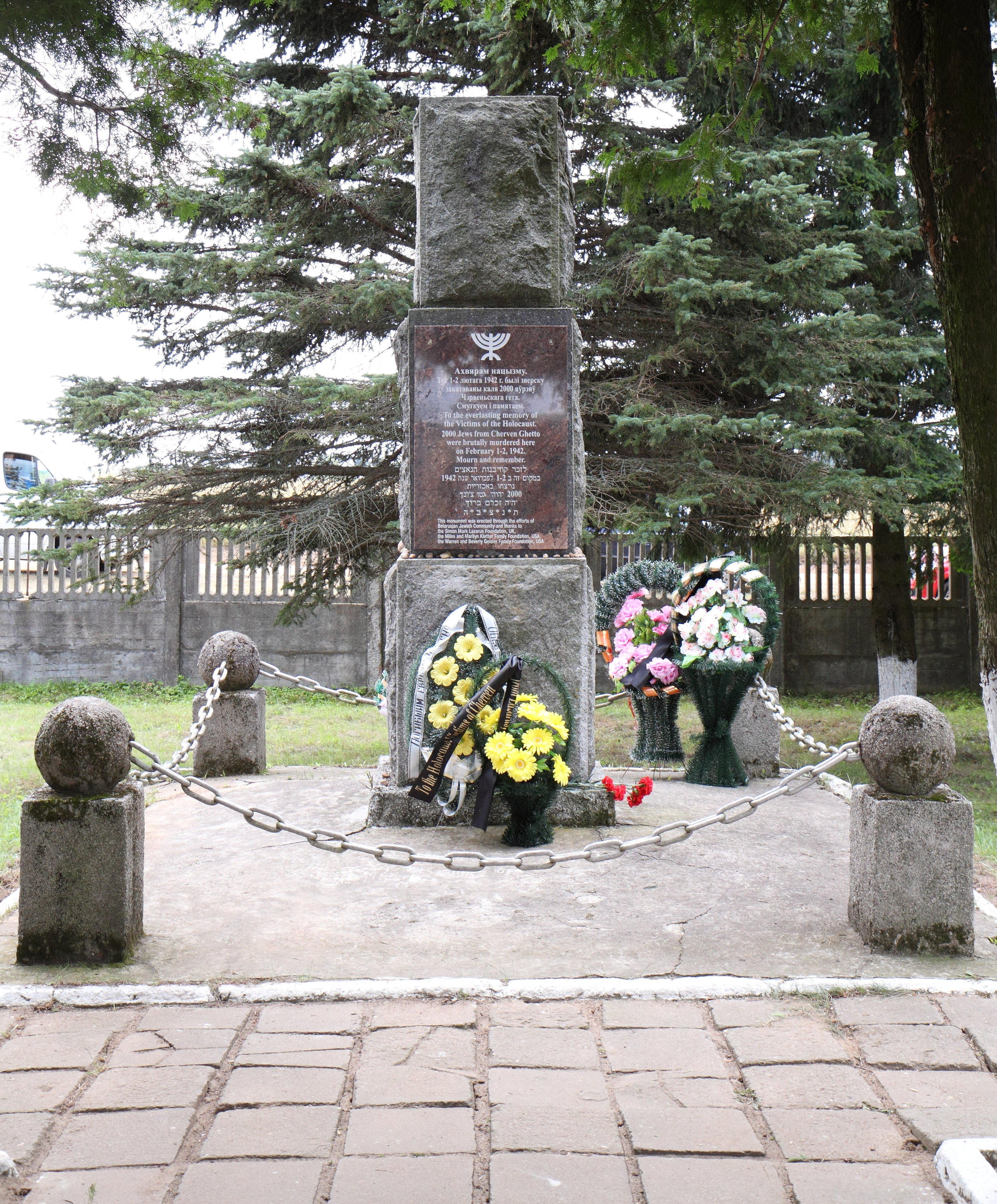
Памятник на месте убийства евреев Червенского гетто 1-2 февраля 1942 года

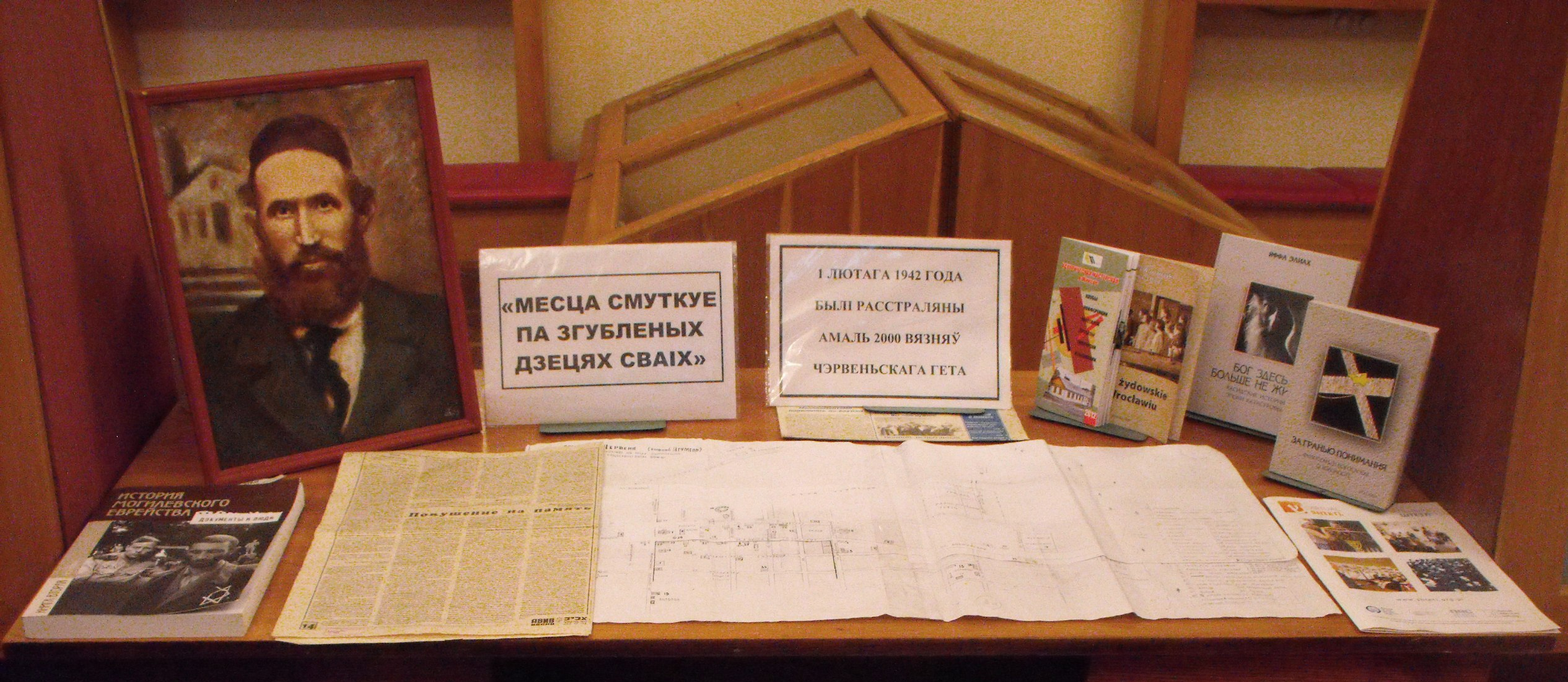
Часть экспозиции Червенского краеведческого музея, посвящённая местному гетто. Слева — портрет кузнеца Боруха Гельфанда

К началу Второй мировой войны население Червеня превысило 6000 человек, среди которых евреев было 1491 человек, то есть 23 % всех жителей.
Жителям СССР было мало известно о преследованиях евреев в оккупированных нацистами странах, к тому же многие более пожилые евреи помнили немецких солдат по Первой мировой войне как людей вполне достойного поведения и не опасались их прихода. Поэтому после нападения Германии на Советский Союз многие евреи, даже имевшие возможность эвакуироваться или бежать на восток, остались на своих местах. Немецкие войска заняли Червень 2 июля (в конце июня) 1941 года, и оккупация продолжалась 3 года — до 2 июля 1944 года. В Червене также остались евреи — беженцы из Минска и более 200 детей в детском доме, которые не были эвакуированы, и среди которых были евреи.
Сразу после оккупации немцы сформировали в Червене и районе полицейский участок, отделение СД и карательный отряд.
Первым из евреев был застрелен Чарный.
Осенью (в конце июля — начале августа, в сентябре) 1941 года немцы, реализуя гитлеровскую программу уничтожения евреев, организовали на северо-восточной окраине Червеня гетто, приказав освободить улицы Грядка и Советская от белорусов и переселив туда евреев и более 40 детей из детского дома, имевших еврейское или смешанное происхождение.

## Условия в гетто
Территория гетто была обнесена колючей проволокой.
Число узников составляло примерно 2000. Евреев морили голодом, им было запрещено общаться с нееврейским населением.
Ежедневно узников использовали на тяжёлых принудительных работах, в частности на торфоразработках

## Уничтожение гетто
С самого начала оккупации нацисты и коллаборационисты почти ежедневно убивали евреев, в большинстве случаев — выводя по нескольку человек на еврейское кладбище Червеня. 4 сентября (в августе) 1941 года там произошла первая «акция» (таким эвфемизмом гитлеровцы называли организованные ими массовые убийства) — при участии айнзацкоманды-8 были убиты 139 евреев.
30-31 января 1942 года немцы пригнали в Червень мужчин из близлежащих деревень для выкапывания расстрельных ям.
В воскресенье 1 (2) февраля 1942 года Червенское гетто было полностью уничтожено. Утром, в 6 часов, гетто было окружено полицаями. Весь город был обыскан в поисках спрятавшихся евреев. Из городской больницы вытащили Гитлина с ампутированной ногой и еврейскую женщину после родов, которых также отправили в оцепленное гетто. Через несколько часов толпу обреченных людей погнали по дороге на деревню Заметовка Колодежского сельсовета до урочища Глинище.
На санях полицейские Размыслович, Ширшов и Яковлев привезли лопаты и ящик с патронами и приказали местным белорусам выкопать яму.
В полдень началось массовое убийство. Евреев заставляли раздеваться до нижнего белья, подводили к краю ямы по 30-40 человек и расстреливали. Из детского дома привезли еврейских детей, которые содержались отдельно, и тоже убили. Всего в этот день были убиты 1400 (1500, до 1750) человек.
После расстрела в живых осталась девочка Маня Борщ, которая ночью выбралась из-под тел убитых, прибежала в детдом, а затем ушла оттуда и спаслась.

## Случаи сопротивления
Борух Гельфанд, червенский кузнец, во время переселения евреев в гетто вышвырнул полицаев из дома. За это его связали и забивали в голову гвозди, пока он не умер.
Врача-еврея Чертова, жена и дочь которого находились в гетто, немцы держали при больнице, потому что нуждались в квалифицированном враче, но отказывались выпустить из гетто его семью. Чернов отказался жить отдельно от родных и ушёл из больницы в гетто. 1 февраля 1942 года он был убит с 9-летней дочкой на руках вместе со всеми узниками гетто. Уже на краю расстрельной ямы он в последний раз отказался от предложения начальника полиции спасти свою жизнь и вернуться в больницу, оставив на смерть дочку и жену.

## Организаторы и исполнители убийств
Установлены имена основных организаторов и исполнителей убийств евреев в Червене, среди которых были отмечены лица, отличившиеся особым садизмом — начальник Червенского карательного отряда Григорий Русецкий, члены этого отряда Филипп Размыслович, Максим Китов, Дмитрий Зенкович и Карл Жданович, начальник полиции Станкевич, полицаи Лунец, Шихов, Козюк и другие.

## Память
После освобождения Червеня представители ЧГК расследовали обстоятельства массовых убийств в городе. Осенью 1944 года были вскрыты пять братских могил, допрошены свидетели и составлены, по возможности, списки жертв.
Всего за время оккупации в Червене были убиты 1800 (более 2000) евреев.
Список убитых евреев Червеня, составленный Фундатором (903 фамилии), во времена СССР находился в архивах КГБ. Сейчас он находится в краеведческом музее города. Сотрудникам музея удалось установить фамилии ещё 123 жертв геноцида евреев в Червене. Оригинал списка находится на хранении в Институте Яд Вашем под № 9537.
Владимир Фундатор, родители которого были убиты среди других узников гетто 1 февраля 1942 года, с 1946 года начал предпринимать попытки увековечить память евреев Червеня, уничтоженных в годы Катастрофы. Но только в 1968 году усилиями Фундатора и многих других евреев был установлен гранитный обелиск на месте массового убийства, при этом в надписи было запрещено делать даже упоминание о евреях (и была ошибочно указана дата 2 февраля вместо 1 февраля). Организаторы установки памятника подвергались преследованиям со стороны властей.
Убитым евреям Червеня установлены два памятника.
Опубликованы неполные списки жертв геноцида евреев в Червене.